# Red Dog (Pilbara)

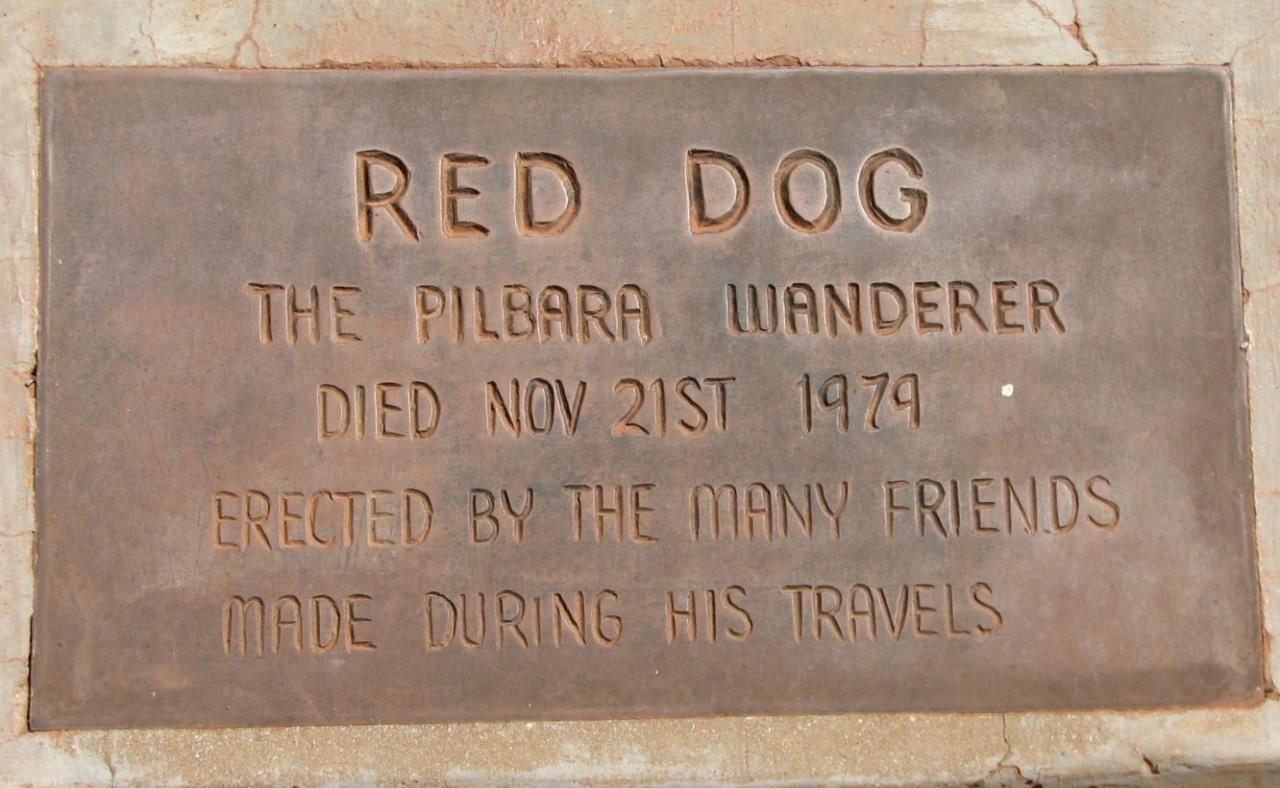
"The Pilbara Wanderer" (El vagabundo de Pilbara)

Red Dog (hacia 1971 - 21 de noviembre de 1979) fue un perro cruce de kelpie y pastor ganadero australiano, muy conocido por sus viajes a través de la vasta región de Pilbara en Australia Occidental. Tuvo una serie de dueños y permaneció largos períodos viajando solo, y acabó convirtiéndose en un querido amigo y mascota de la gran comunidad de Pilbara. Se instaló una estatua en su memoria en Dampier, una de las localidades a las que regresaba con frecuencia. Con frecuencia se lo conoce como el "kelpie rojo" o "kelpie de nube roja".

## Historia
Se cree que Red Dog nació en la ciudad de Paraburdoo en 1971. Quienes lo conocieron, lo llamaban por distintos nombres, incluidos Bluey, Tally Ho y Dog of the Northwest. Tally Ho fue su primer nombre, que le dio Colin Cummings, que se cree que fue su primer dueño y que lo trajo a Dampier. El apodo "Red Dog" se ha atribuido a la tierra roja de la región de Pilbara (aunque "red dog" es un apodo común para los kelpies rojos y los heelers, de la misma manera que "blue dog" o "Bluey" es un apodo común para el pastor ganadero australiano).
Su segundo dueño fue John Stazzonelli, un conductor de autobús de Hamersley Iron, que llevó al perro con él en su autobús. Con Stazzonelli, Red Dog viajó hasta Perth, Broome, Roebourne, Point Samson y Port Hedland.
Tras la muerte de Stazzonelli en 1975, Red Dog pasó mucho tiempo viajando solo. También fue acogido por muchos miembros de la comunidad y por un veterinario que lo trató. Cada vez que visitaba al veterinario, era con un nuevo dueño. El perro se convirtió en miembro del Dampier Salts Sport and Social Club y de la Unión de Trabajadores del Transporte, y también se le dio una cuenta bancaria en el Banco de Nueva Gales del Sur, que se decía que lo había utilizado como mascota, con el lema "Si Red tiene banco en Nueva Gales, tú también puedes".
Aunque Red Dog era muy querido, se cree que fue envenenado deliberadamente en 1979 utilizando estricnina.
El perro fue enterrado por el veterinario Rick Fenny en una tumba secreta sin marcar cerca de Roebourne. Hay una placa, fijada a una roca, muy cerca de donde fue enterrado, a unos 3,7 km, en las afueras de la ciudad de Cossack. Hay un pin en Google Maps que muestra el lugar, aunque es un poco complicado encontrarlo. El libro de Fenny Pip ? My first red kelpie habla de su tiempo con Red Dog.

## Legado
Poco después de la muerte de Red, la autora australiana Nancy Gillespie escribió y recopiló anécdotas y poesía escritas por varias personas de la región de Pilbara para su libro de 1983 Red Dog, al igual que Beverly Duckett en su libro de 1993, Red Dog: the Pilbara Wanderer.
La historia y la estatua de Red Dog han llamado la atención de varias personas que pasan por Dampier, entre ellas el escritor británico Louis de Bernières. Escribió un libro basado libremente en la leyenda de Red, también titulado Red Dog. Se ha nombrado un club de vehículos 4x4 en su honor.
La novela de De Bernières fue adaptada como una aclamada película titulada Red Dog. Se filmó en Australia y fue estrenada en agosto de 2011. Basada en un guion de Daniel Taplitz, fue dirigida por Kriv Stenders. El papel principal fue interpretado por Koko. En 2016 se estrenó una precuela, Red Dog: True Blue, que imagina una historia del origen de Red Dog. De Bernières también escribió una novela llamada Blue Dog para acompañar a la película de la precuela.